# جوشتاسب
جوشتاسب (الفارسية القديمة: 𐎻𐏁𐎫𐎠𐎿𐎱، الفارسية الحديثة: گشتاسپ Guštāsp، اليونانية القديمة: "Hystaspes) هو اسم باللغة الأوستية لشخصية من الكتاب المقدس والتقاليد الزرادشتية، تم تصويره على أنه أحد أتباع زرادشت الأوائل ومن مناصريه، وكان نشطا في نشر رسالة زرادشت وتعاليمه. على الرغم من أن جوشتاسب لم يتم إثباته وجوده كتابيًا، إلا أنه - مثل زرادشت أيضًا - يُفترض تقليديًا أنه كان شخصية تاريخية، أصبحت هذه الشخصية غامضة بسبب تراكم الأساطير والخرافات عنها.
في التقاليد الزرادشتية التي تبنى على التلميحات الموجودة في الأفيستا، يعتبر جوشتاسب ملكًا صالحًا ساعد في نشر الإيمان والدفاع عنه. أما نصوص السيستان غير الزرادشتية، فتصور جوشتاسب على أنه حاكم بغيض من سلالة الكيانيون الذي أرسل ابنه الأكبر عمداً إلى موت محقق.